# Karl Weule

Karl Weule

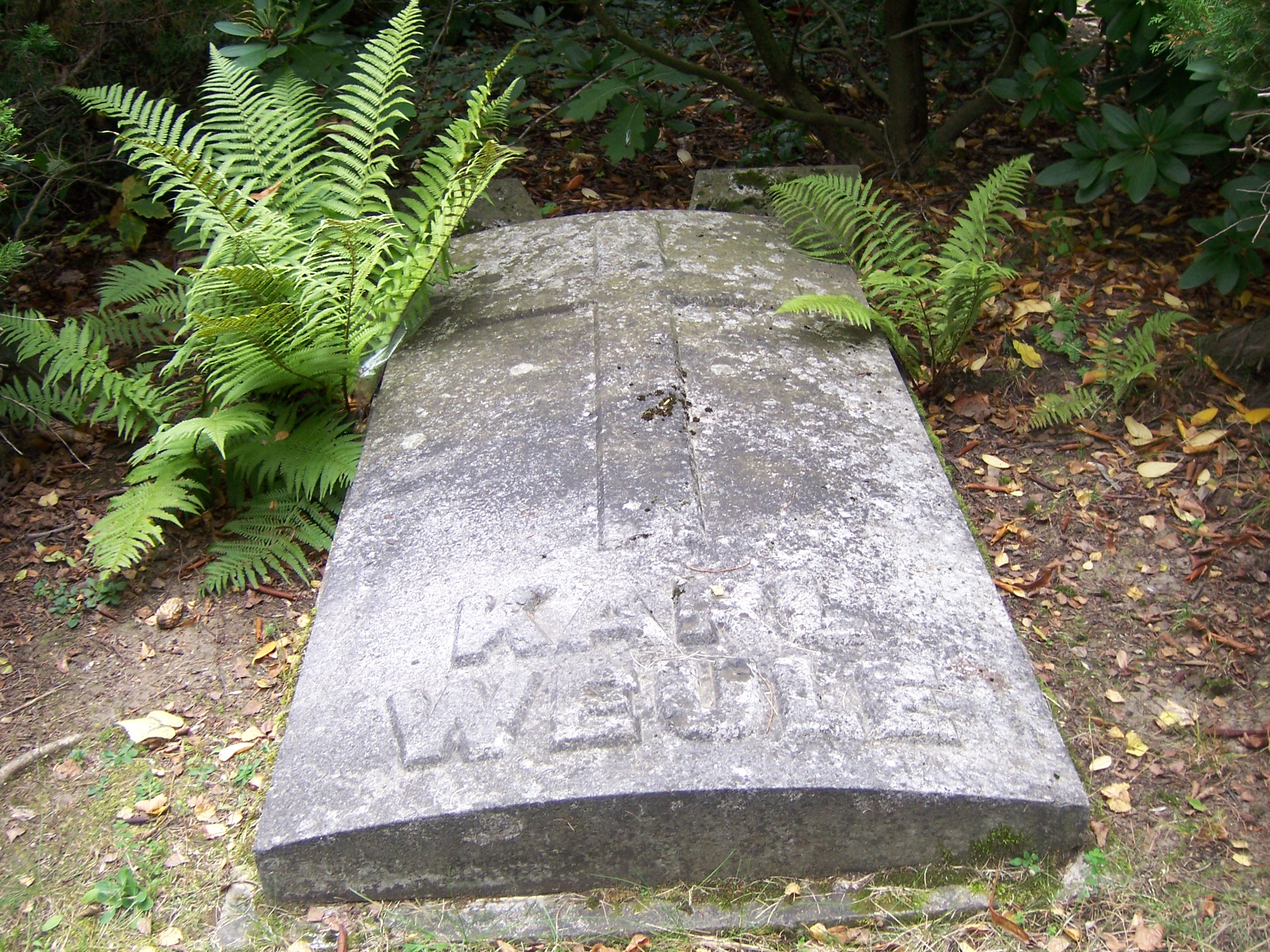
Grabstätte Karl Weule auf dem Südfriedhof in Leipzig

Johann Conrad Karl Weule (* 29. Februar 1864 in Alt-Wallmoden bei Goslar; † 19. April 1926 in Leipzig) war ein deutscher Geograph und Ethnologe. Er war von 1901 bis 1926 Professor an der Universität Leipzig, zunächst für Ethnographie und Prähistorie, ab 1920 für Ethnologie, und von 1907 bis zu seinem Tod Direktor des Leipziger Museums für Völkerkunde. Neben seiner Forschung wurde er auch als Autor populärer Werke über Geographie und Völkerkunde bekannt.

## Leben und Wirken
Karl Weule war der Sohn eines Drechslers und besuchte das Realgymnasium in Hildesheim. In den Jahren 1885 und 1886 besuchte er Vorlesungen in Geographie und Afrikanistik bei Hermann Wagner an der Universität Göttingen. Im Jahr 1886 ging er an die Universität Leipzig, um seine Ausbildung bei Friedrich Ratzel fortzusetzen. Weule promovierte 1891 mit seiner Abhandlung Morphologie der Flachküsten zum Doktor der Geografie. Anschließend bereitete er sich in Berlin auf einen Auslandsdienst in den deutschen Kolonien vor. Hier trat er durch seinen Kontakt mit Ferdinand von Richthofen als wissenschaftlicher Mitarbeiter in die afrikanisch-ozeanische Abteilung des Museums für Völkerkunde in Berlin ein. Hier beschäftigte er sich mit der Inventarisierung der Sammlung.
Weule habilitierte sich 1899 an der Universität Leipzig mit der Schrift Der afrikanische Pfeil für die Fächer Geographie und Völkerkunde. Im selben Jahr wurde er zweiter Direktor des Museums für Völkerkunde (Grassimuseum) in Leipzig, an dessen systematischem Aufbau er sich beteiligte. 1901 wurde Weule außerordentlicher Professor für Ethnographie und Urgeschichte und 1920 ordentlicher Professor für Ethnologie an gleicher Stelle. Er unternahm 1906/07 eine Forschungsreise nach Deutsch-Ostafrika in das Gebiet am Makonde-Plateau, um dort ethnografische Feldforschungen zu betreiben. Im selben Jahr wurde er nach seiner Rückkehr zum Direktor des Museums für Völkerkunde zu Leipzig berufen. 1909 berief William Edward Burghardt Du Bois ihn in das Kuratorium der Encyclopedia Africana. 1914 wurde im Museum ein Universitätsseminar eingerichtet und anschließend ein staatliches das «Sächsische Forschungsinstitut für Völkerkunde» gegründet. 1917 wurde er zum Mitglied der Deutschen Akademie der Naturforscher Leopoldina gewählt. Im Jahr 1920 wurde er zum ersten ordentlichen Professor für Völkerkunde in Deutschland ernannt. Von 1921 an war er Sprecher der ethnografischen Abteilung der Deutschen Anthropologischen Gesellschaft und 1925 Wortführer der gesamten Vereinigung. Im akademischen Jahr 1923/24 amtierte Weule als Dekan der Philologisch-Historischen Abteilung der Philosophischen Fakultät der Universität Leipzig.
Nach der genannten geografischen Abhandlung von 1902 waren alle weiteren Schriften Weules dem Thema Ethnografie gewidmet. In seiner Zeit als Direktor vervielfachten sich die Bestände des Museums. Diese werden allerdings heute häufig vor dem Hintergrund kolonialer Gewaltherrschaft diskutiert.

## Kontroverse
In seiner Zeit als Direktor des Völkerkundemuseums in Leipzig verfünffachte sich der Sammlungsbestand des Museums um 120.000 Objekte. Im neuen Ausstellungsbereich unter dem Titel "Aneignungen", welcher sich der Geschichte des Museums und Karl Weules widmet, werden 120 Objekte, die durch ihn für das Museum erworben wurden, ausgestellt. Unter den Objekten befindet sich auch „Kriegsbeute“ des Maji-Maji-Kriegs in Deutsch-Ostafrika (1905). Nach Schätzungen verloren dabei ca. 180.000 Einheimische ihr Leben durch Plünderungen, Vertreibung, Krankheiten und Hunger. Diese „Kriegsbeute“ wurde von Karl Weule gesichtet und nach Leipzig verschifft.
Bis 2019 befand sich eine Bronze-Büste von Karl Weule auf einem Sockel aus Porphyr im Treppenhaus des Grassi-Museums. 2019 wurde diese in das Depot des Museums verbracht. Eine Fotografie der Fotokünstlerin Anja Nitz im neuen Ausstellungsbereich "Aneignungen" zeigt die Büste an ihrem jetzigen Platz im Depot. 2022 wurde der Porphyr-Sockel, auf dem die Bronzebüste stand, von dem Künstlerkollektiv PARA mit Presslufthammern entfernt.
Aus dem Material des Sockels stellte PARA sogenannte "Skrupel" her. Hierbei handelt es sich um Abformungen eines Steines vom Kilimandscharo, der von Hans Meyer (Afrikaforscher) 1889 während seiner Besteigung des Berges mitgebracht wurde. Laut verschiedenen Quellen handelt es sich hierbei um den Gipfelstein, wenngleich dies heute nicht mehr bewiesen werden kann. Der Stein steht heute in einem österreichischen Antiquariat zum Verkauf und soll durch die Erlöse des "Skrupel"-Verkaufs durch PARA erworben werden, um ihn nach Tansania zurückzubringen.

## Schriften (Auswahl)
- Die Erforschung der Erdoberfläche. Dritter Band der Buchreihe Weltall und Menschheit. Berlin-Leipzig-Wien 1902.
- Negerleben in Ostafrika. F.A. Brockhaus, Leipzig 1908, OCLC 9227722, Digitalisat bereitgestellt durch die Universitätsbibliothek Leipzig.
- Wissenschaftliche Ergebnisse meiner ethnographischen Forschungsreise in den Südosten Deutsch-Ostafrikas. Berlin 1908, Digitalisat
- Die Kultur der Kulturlosen. Kosmos, Stuttgart 1910, OCLC 765353.
- Kulturelemente der Menschheit. Kosmos, Stuttgart 1910, OCLC 780071976.
- Leitfaden der Völkerkunde. Bibliographisches Institut, Leipzig/Wien 1912, OCLC 9822449.
- Die Urgesellschaft und ihre Lebensfürsorge. Kosmos, Stuttgart 1912, OCLC 1204341.
- Vom Kerbstock zum Alphabet. Urformen der Schrift. Kosmos, Stuttgart 1915, OCLC 1629349.
- Der Krieg in den Tiefen der Menschheit. Franckh, Stuttgart 1916, OCLC 72665507.
- Chemische Technologie der Naturvölker. Anfänge der Naturbeherrschung II, Kosmos Gesellschaft der Naturfreunde, Franckh’sche Verlagshandlung, Stuttgart 1922.